# RG-6
RG-6 a fost un avion biplas românesc, monoplan cu aripă joasă, proiectat și construit de o echipă condusă de inginerul Vladimir Novițchi, la IFIL din Reghin. Proiectarea lui a început în 1955, iar prototipul a fost terminat în anul 1957, având tot atunci și zborul inaugural. RG-6 a fost conceput ca avion de școală și antrenament în dublă comandă, la cererea  AVSAP care a specificat și folosirea motorului Praga D, avut în stoc de la construcția sub licență a avionului cehoslovac Zlín 22. 

## Descriere
Fuzelajul în secțiune de formă eliptică, avea cadru de lemn și era învelit cu placaj. Elevul pilot și instructorul aveau locurile în tandem, sub o capotă lungă.
Aripa, a fost construită cu un singur lonjeron principal, a avut bordul de atac de asemenea învelit cu placaj și era prevăzută cu voleți. 
Trenul de aterizare era fix, având amortizoare cu ulei/gaz pentru diminuarea șocurilor la aterizare, iar roțile aveau frâne mecanice. Roata de bechie era direcționabilă, fiind comandată prin palonier împreună cu direcția.

## Recorduri
- În 1957 un avion RG-6 a fost folosit de pilotul Vasile Petcu pentru a stabili un record de viteză aeriană de clasă națională C1 c, înregistrând viteza de 165,5 km/h pe un circuit închis de 100 km.[2]
- În 1957, pilotul Vasile Petrilă a stabilit un record național de viteză pentru avioane clasa C-1a cu un avion RG-6, atingând o viteză de 183,28 km/h,  pe un traseu de 3 km.[3]

## Caracteristici RG-6
Datele tehnice au fost preluate din: Construcții aeronautice românești 1905-1970 
Caracteristici generale
- Echipaj: 1
- Celulă: monoplan
- Anvergura: 10,5 m
- Lungime: 7,5 m
- Înălțimea: 2,62 m
- Suprafață portantă: 14,50 m²
- Motor: Praga D, 4 cilindrii în linie, de 75 CP
- Tren de aterizare: fix, cu amortizoare, roată de bechie
- Greutate gol: 400 kg
- Greutate totală zbor: 650 kg
- Structură: de lemn

Performanțe
- Viteză maximă: 190 km/h
- Viteză de croazieră: 170 km/h
- Viteză de aterizare: 65 km/h
- Timp de urcare la 5000 m: 8 min 30 s.
- Plafon maxim: 4800 m
- Decolare: 120 m
- Aterizare: 90 m

## Legături externe
Materiale media legate de RG-6 la Wikimedia Commons
- ru RG-6 la Уголок неба